# Stade de Lasesarre
Le Stade de Lasesarre (en espagnol : Estadio de Lasesarre, et en basque : Lasesarre estadioa) est un stade de football espagnol situé à Barakaldo, dans la province de Biscaye au Pays basque.
Le stade, doté de 7 960 places et inauguré en 2003, sert d'enceinte à domicile à l'équipe de football du Barakaldo CF.

## Histoire
La construction du stade, sur le site d'un précédent stade, débute au printemps 2001, et s'achève en 2003. Le match d'inauguration a lieu le 30 septembre 2003 lors d'une victoire 3-2 des locaux du Barakaldo CF sur l'Athletic Club.
Le stade est souvent surnommé « Le nouveau Lasesarre », en opposition à l'ancien stade de Lasesarre, sur lequel est construit le stade actuel. Le nom tient du quartier de Barakaldo de Lasesarre dans lequel le stade se trouve.

## Galerie

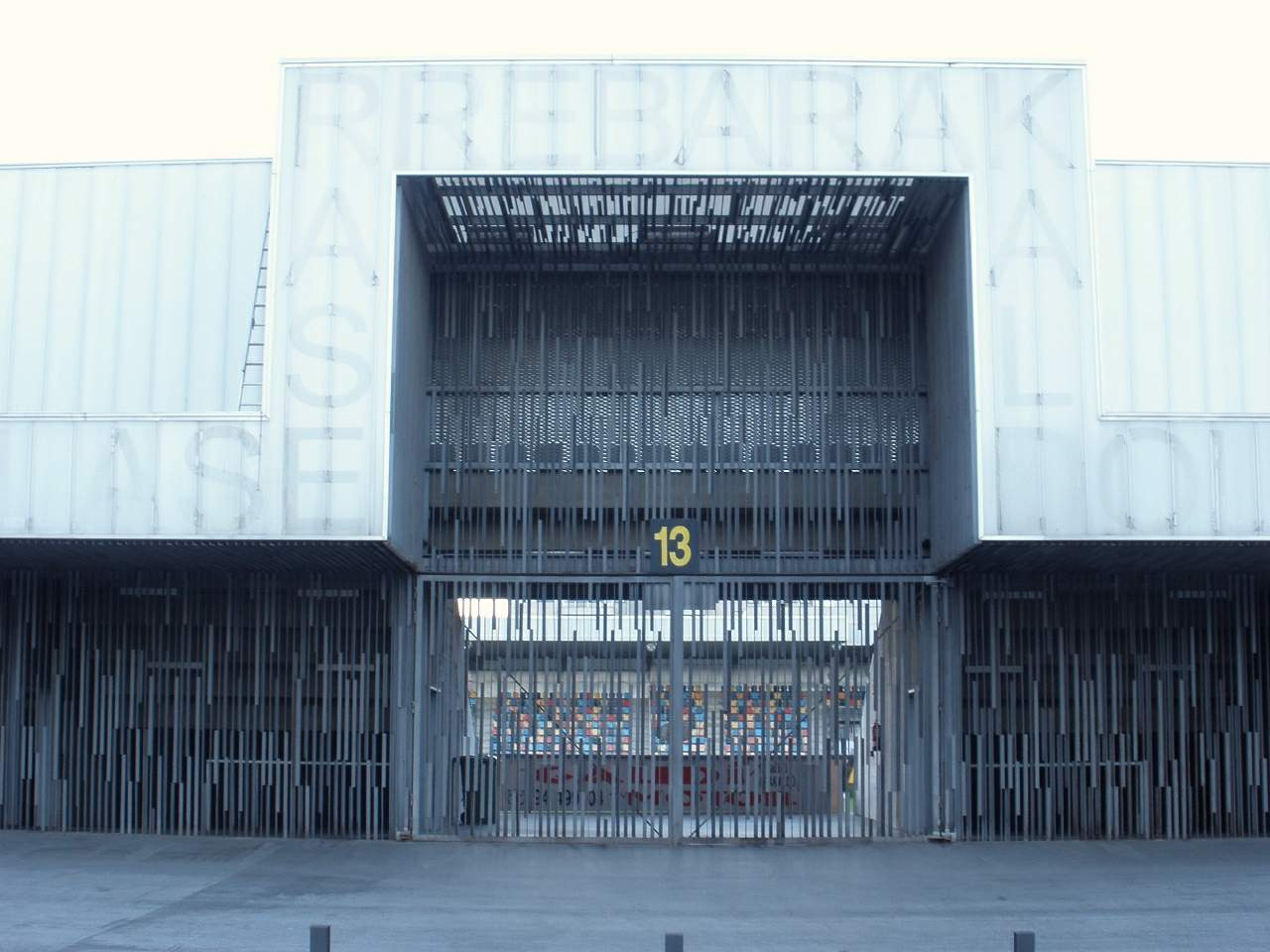
Entrée d'une des tribunes
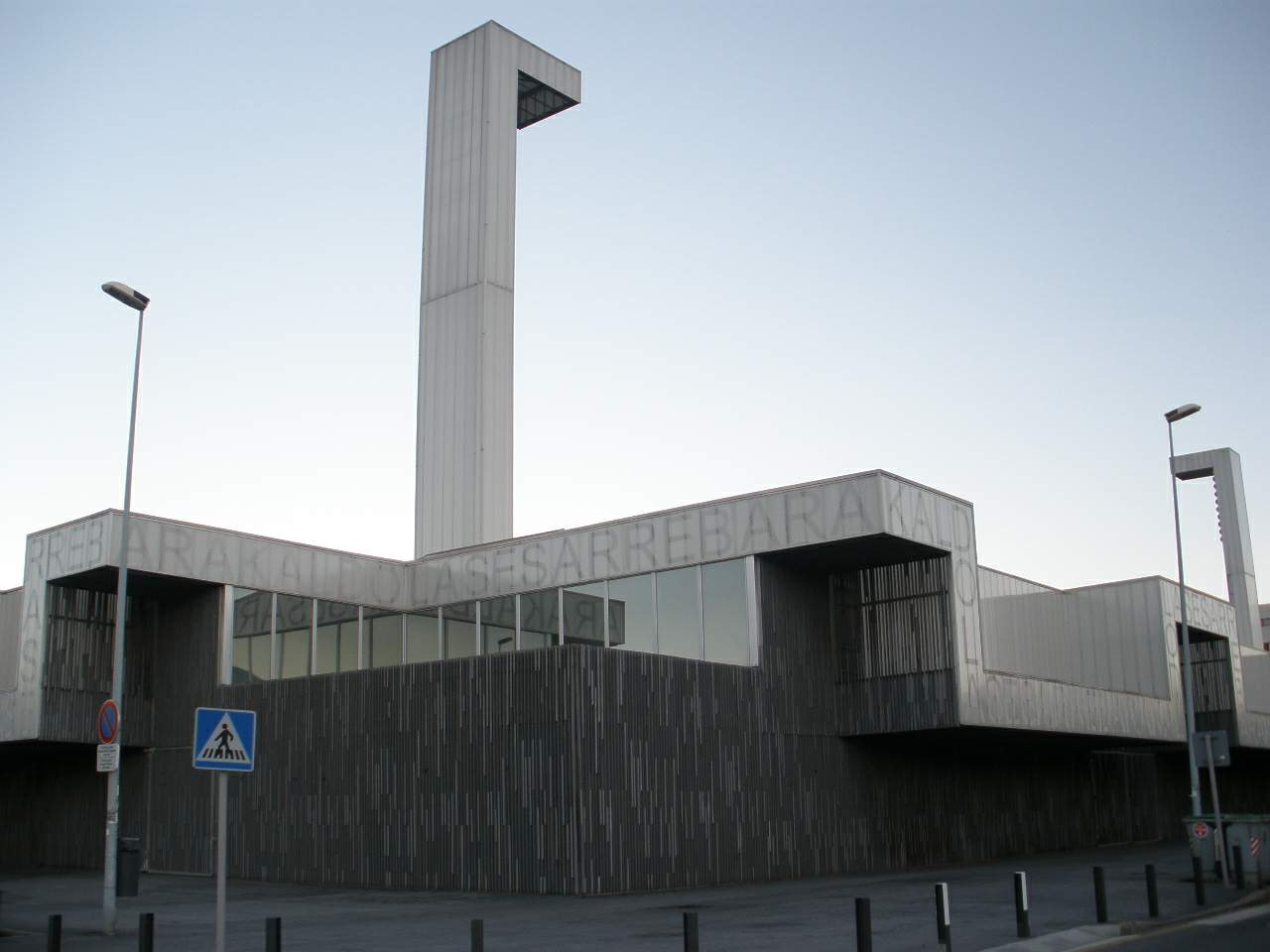
Vue extérieure du stade